# Godfrey Locker-Lampson
Pour les articles homonymes, voir Locker.
Godfrey Lampson Tennyson Locker-Lampson (19 juin 1875 - 1er mai 1946) est un homme politique, poète et essayiste conservateur britannique.

## Naissance et éducation
Fils aîné du poète Frederick Locker-Lampson (en) et de sa deuxième épouse Hannah Jane Lampson, fille de Sir Curtis Lampson, il fait ses études à Cheam School, Eton et Trinity College, Cambridge . Son jeune frère Oliver Locker-Lampson (en) est également député conservateur.

## Carrière diplomatique et militaire
Locker-Lampson entre au ministère des Affaires étrangères en 1898, est nommé troisième secrétaire en décembre 1900 et est affecté à La Haye et à Saint-Pétersbourg jusqu'à ce qu'il quitte le service diplomatique en 1903. Il étudie ensuite le droit à Lincoln's Inn et est admis au Barreau en 1908, mais n'a jamais exercé. Il est nommé sous-lieutenant dans le Middlesex Yeomanry le 14 mars 1900. Il sert avec le Royal Wiltshire Yeomanry de 1914 à 1916 et est brièvement Aide de camp du lieutenant-général Henry Hughes Wilson du IV Corps sur le front occidental, au cours de laquelle il aurait utilisé ses compétences diplomatiques pour effectuer un rapprochement entre Wilson et Lloyd George .

## Carrière parlementaire
Il se présente sans succès à Chesterfield aux élections générales de 1906 et est député conservateur de Salisbury de 1910 à 1918, puis de Wood Green de 1918 à 1935.
Il est Secrétaire parlementaire privé du ministre de l'Intérieur, Sir George Cave, en 1916–17, et du secrétaire adjoint des Affaires étrangères, Lord Robert Gascoyne-Cecil en 1918. Il est commissaire aux œuvres de bienfaisance en 1922-23 et sert dans le gouvernement en tant que sous-secrétaire d'État aux Affaires intérieures de mars 1923 à janvier 1924, et de nouveau de novembre 1924 à décembre 1925, lorsqu'il représente le Bureau des Travaux à la Chambre des communes. Au cours de cette dernière période, son Secrétaire parlementaire privé est Anthony Eden au ministère de l'Intérieur, puis brièvement au ministère des Affaires étrangères . Il est sous-secrétaire d'État aux Affaires étrangères de décembre 1925 à juin 1929. Il est membre de la délégation britannique auprès de la Société des Nations à Genève en 1928 et est nommé conseiller privé la même année.

## Réalisations littéraires
Il est un poète, essayiste et historien. Ses œuvres comprennent A Consideration of the State of Ireland in the Nineteenth Century (1907), On Freedom (1911), Oratory, British and Irish. Le grand âge de l'adhésion de George III au Reform Bill, 1832 (1918), The Country Gentleman, and Other Essays (1932) et Sun and Shadow: Collected Love Lyrics and other poems (1945). Il est également un collectionneur réputé de pièces de monnaie grecques anciennes et publie un important catalogue de sa collection en 1923.

## Vie privée
Il se marie deux fois: à Sophy Felicité de Rodes (1905), décédée en 1935, et à Barbara Hermione Green (1937). Il a trois filles de sa première femme, Felicity, Stella et Elizabeth .